# Herman Engström
Herman Teodor Engström, född 24 januari 1882 i Visby, död 23 maj 1951 i Othem, gjutare och socialdemokratisk politiker.
Engström var ledamot av riksdagens andra kammare från 1943, invald i valkretsen Gotlands län